# G. R. Aldo
G. R. Aldo (gebürtig Aldo Rossano Graziati, auch Aldo Graziati; * 1. Januar 1905 in Scorzè; † 14. November 1953 in Albara di Pianiga) war ein italienischer Kameramann.

## Leben
Aldo war bereits in jungen Jahren vom Reisen fasziniert, und 1923 ging er nach Frankreich, um dort Schauspieler zu werden. Es gelangen ihm einige Bühnenengagements sowie ein Auftritt 1928 in dem Film L'ile d'amour. Er wirkte dort aber in erster Linie als Fotograf. Ende der 1930er Jahre wurde er Kameraführer; sein erster Film in dieser Funktion ist L'Empreinte de Dieu aus dem Jahr 1939. Vor den deutschen Besatzern floh er nach Nizza, wo er Michelangelo Antonioni kennenlernte, der ihn wieder nach Italien brachte. Dort entwickelte sich Graziati zu einer der Schlüsselfiguren des Neorealismus. Nun oftmals unter dem Künstlernamen „Aldò“ wirkend, war sein Gespür für ästhetische Aufnahmen zu bemerken, sowie seine Bewunderung für Caravaggio. Er arbeitete mit den bedeutendsten Regisseuren seiner Zeit zusammen.
Aldo starb während der Dreharbeiten zu Sehnsucht von Lucchino Visconti bei einem Autounfall.

## Filmografie
- 1928: L'ile d'amour
- 1940: Irrlichter der Grenze (L'empreinte du Dieu)
- 1942: Phantastische Symphonie (La symphonie fantastique)
- 1943: Der ewige Bann (L'éternel retour)
- 1945: La vie de bohème
- 1946: Die Schöne und die Bestie (La belle et la bête)
- 1947: Couleur de Venise
- 1948: Die Erde bebt (La terra trema)
- 1948: Die Kartause von Parma (La Chartreuse de Parme)
- 1949: Himmel über den Sümpfen (Cielo sulla palude)
- 1950: Die letzten Tage von Pompeji (Gli ultimi giorni di Pompei)
- 1950: Morgen ist es zu spät (Domani è troppo tardi)
- 1951: Das Wunder von Mailand (Miracolo a Milano)
- 1951: Morgen ist ein anderer Tag (Domani è un altro giorno)
- 1952: Hemmungslos – Drei verbotene Geschichten (Tre storie proibite)
- 1952: Othello (The Tragedy of Othello: The Moor of Venice)
- 1952: Umberto D. (Umberto D.)
- 1953: Gefährliche Schönheit (La provinciale)
- 1953: Rom, Station Termini (Stazione Termini)
- 1954: Sehnsucht (Senso)
- 1954: Via Padova 46